# Célestine Adjanohoun
Célestine Adjanohoun ancienne députée-maire, ancienne présidente de la fédération béninoise de basket-ball, est une femme politique béninoise.

## Biographie

### Carrière
En 2004, elle est nommée directrice générale de la société d'énergie électrique par le gouvernement du président Mathieu Kérékou.
En 2007, elle est élue députée sur la liste du parti force cauris pour un bénin émergent à l'Assemblée nationale lors des élections législatives de 2007. En 2014, elle est élue membre du bureau exécutif de la Fédération internationale de basket-ball (Fiba) lors d'une assemblée tenue en Espagne.
En 2013, elle se présente pour un nouveau mandat lors d'une assemblée générale électorale au siège du comité national olympique et sportif du Bénin (Cnosb) et décide de quitter la présidence du comité exécutif de la Fédération béninoise de basketball, laissant ainsi la place à une nouvelle équipe dirigée par Abdoul Wassiou Alex Paraïso,.
En 2017, elle est élue maire de la commune de Ouidah succédant ainsi à Sévérin Adjovi, évincé le vendredi 30 juin à l’issue d’un vote de défiance au cours de la session extraordinaire du vendredi 14 juillet 2017,.
Élue conseillère communale lors des élections municipales de 2020 sur la liste du parti union progressiste pour le renouveau, elle démissionne, laissant place à son suppléant avant l'élection du nouveau maire Christian Houétchénou élu le 30 mai 2020,.